# BNP Paribas Open 2018

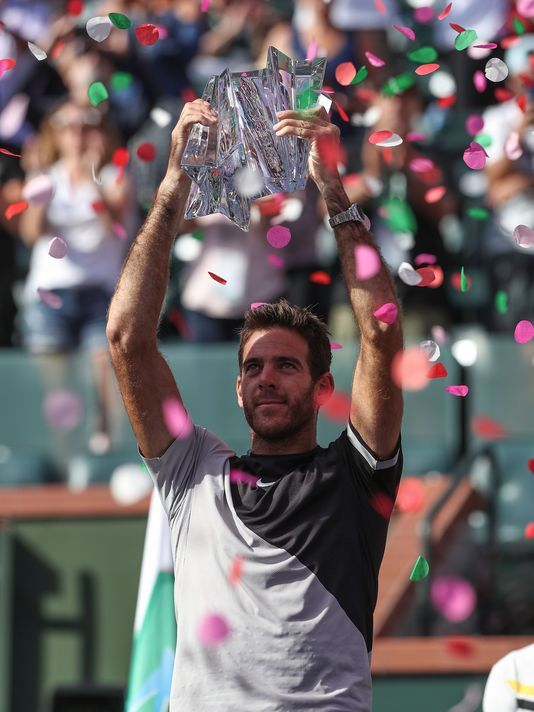
Победитель мужского одиночного турнира Хуан Мартин дель Потро.

BNP Paribas Open 2018 — ежегодный профессиональный теннисный турнир, в 45-й раз проводившийся в небольшом калифорнийском городке Индиан-Уэллс на открытых хардовых кортах. Мужской турнир имеет категорию ATP Masters 1000, а женский — WTA Premier Mandatory.
Соревнование открывало мини-серию из двух турниров, основная сетка которых играется более 1 недели (следом намечен турнир в Майами).
Соревнования были проведены на кортах Indian Wells Tennis Garden — с 5 по 18 марта 2018 года.
Прошлогодние победители:
- мужчины одиночки —  Роджер Федерер.
- женщины одиночки —  Елена Веснина.
- мужчины пары —  Равен Класен /  Раджив Рам.
- женщины пары —  Мартина Хингис /  Чжань Юнжань.

## Общая информация
Мужской одиночный турнир собрал восемь представителей топ-10 мирового рейтинга. На турнире из-за травм не смогли сыграть второй в мире на тот момент и трёхкратный чемпион турнира Рафаэль Надаль, а также № 7 в мире Давид Гоффен. Первым номером посева стал лидер мировой классификации и прошлогодний чемпион Роджер Федерер. Швейцарец остался в шаге от завоевания рекордного шестого титула местного турнира. В финале Федерер проиграл шестому номеру посева Хуану Мартину дель Потро. Аргентинец со второй попытки выиграл решающий матч в Индиан-Уэллсе (до этого он играл в финале в 2013 году и уступил Надалю). Дель Потро стал первым представителем Аргентины, которому удалось выиграть здесь одиночные соревнования. В основном турнире приняли участие пять представителей России, из них до третьего раунда добрался только Даниил Медведев.
В мужском парном разряде впервые с 1981 года в финале сыграли представители одной страны. Как и в прошлый раз это были представители США. Победу одержала пара Джон Изнер и Джек Сок, которые в решающем матче переиграли двукратных чемпионов турнира и седьмых номеров посева Боба и Майка Брайанов. Для Сока титул в Индиан-Уэллсе стал вторым в карьере (до этого он побеждал в 2015 году в паре с Вашеком Поспишилом). Прошлогодние чемпионы Равен Класен и Раджив Рам не защищали свой титул, однако оба приняли участие в турнире. Рам в дуэте с Иваном Додигом дошёл до четвертьфинала, где они проиграли будущим чемпионам Изнеру и Соку. Во втором раунде они обыграли Класена, который выступал в альянсе с Майклом Винусом.
В женском одиночном турнире смогли сыграть все теннисистки из топ-10. Возглавила посев лидер мировой классификации Симона Халеп. Румынка смогла пройти до полуфинала, но на этой стадии её обыграла 20-летняя Наоми Осака, которая не имела посев на турнире. Другой полуфинал составили восьмой номер посева Винус Уильямс и двадцатый Дарья Касаткина. Как и в первом полуфинале победу одержала более молодая теннисистка — Касаткина. В решающем матче встретились две теннисистки, которые дебютировали в финалах уровня Premier Mandatory. В итоге победу в двух сетах одержала японка Осака, которая завоевала свой первый титул в Туре. Также она стала первым представителем Японии, победившим в одиночных соревнованиях в Индиан-Уэллсе. Прошлогодняя победительница турнира Елена Веснина защищала свой титул в качестве 24-го номера посева, однако в третьем раунде проиграла 10-му номеру посева Анжелике Кербер. Всего в основной сетке турнира приняло участие девять россиянок, помимо Весниной и Касаткиной до третьего раунда добралась Софья Жук.
Парный приз у женщин достался дуэту Се Шувэй и Барбора Стрыцова, которые не имели посева. В финале они переиграли первых номеров посева Елену Веснину и Екатерину Макарову. Для Се победа на местном турнире стала второй в карьере (до этого она выиграла в 2014 году с Пэн Шуай). Прошлогодние победительницы Мартина Хингис и Латиша Чан не защищали свой титул, однако теннисистка из Тайваня приняла участие в турнире. Латиша Чан в паре с сестрой Хаоцин имела второй номер посева и во втором раунде уступила победительницам этого года.

## Соревнования

### Одиночный турнир

#### Мужчины
Хуан Мартин дель Потро обыграл  Роджера Федерера со счётом 6-4, 6-7(8), 7-6(2).
- Дель Потро выиграл 2-й одиночный титул в сезоне и 22-й за карьеру в основном туре ассоциации.
- Федерер сыграл 3-й одиночный финал в сезоне и 147-й за карьеру в основном туре ассоциации.

#### Женщины
Наоми Осака обыграла  Дарью Касаткину со счётом 6-3, 6-2.
- Осака выиграла дебютный титул в туре ассоциации.
- Касаткина сыграла 2-й одиночный финал в сезоне и 4-й за карьеру в туре ассоциации.

### Парный турнир

#### Мужчины
Джон Изнер /  Джек Сок обыграли  Боба Брайана /  Майка Брайана со счётом 7-6(4), 7-6(2).
- Изнер выиграл 1-й парный титул в сезоне и 5-й за карьеру в основном туре ассоциации.
- Сок выиграл 2-й парный титул в сезоне и 10-й за карьеру в основном туре ассоциации.

#### Женщины
Се Шувэй /  Барбора Стрыцова обыграли  Елену Веснину /  Екатерину Макарову со счётом 6-4, 6-4.
- Се выиграла 1-й парный титул в сезоне и 20-й за карьеру в туре ассоциации.
- Стрыцова выиграла 1-й парный титул в сезоне и 21-й за карьеру в туре ассоциации.